# Curtiss R-6
Die Curtiss R-6 war ein Rennflugzeug, mit dem im Jahre 1922 das Pulitzer Trophy Air Race gewonnen wurde.

## Geschichte
Anfang der 1920er-Jahre begann Glenn Curtiss mit dem Bau von Rennflugzeugen. Die R-6 wurde von den Modellen CR-1 und CR-2 von 1921 abgeleitet. Die CR-2 hatte bereits 1921 die Pulitzer Trophy gewonnen. 
Die R-6 war eine weitere CR-2-Variante, die für das US Army Air Corps gebaut wurde. Sie besaß einen modifizierten Curtiss-D-12-Motor mit 462 PS, war strömungsgünstiger aufgebaut und besaß eine neuartige Kühlung des Motors über die Tragflächen. Es wurden zwei Exemplare davon hergestellt.
Das Pulitzer Trophy Air Race fand am 8. Oktober 1922 in Detroit über 250 km statt. Das Rennen war ein kompletter Sieg für Curtiss, denn vier seiner Maschinen belegten die ersten vier Plätze.
Mit 331,2 km/h stellte Leutnant Russell Maughan einen neuen Geschwindigkeitsrekord auf. Der Rekord hielt allerdings nur vier Tage und wurde von Billy Mitchell mit 360,9 km/h überboten. Später wurde der Rekord nochmals auf 380,7 km/h erhöht.
Mit der Curtiss R-6 begann auch der Siegeszug des Curtiss-D-12-Motors, der 1922 von Arthur Nutt bei Curtiss entworfen wurde. 1923 gewann eine CR-3 und 1925 eine R3C-2 die Schneider-Trophy für Wasserflugzeuge.

## Platzierung beim Pulitzer Trophy Air Race 1922
- Army Curtiss R6, Russell Maughan, 331,2 km/h
- Army Curtiss R6, Lester J. Maitland,	319,9 km/h
- Navy Curtiss R2, Harold J. Brow, 310,9 km/h
- Navy Curtiss R1, Alford J. Williams,	302,5 km/h

## Technische Daten
| Kenngröße             | Daten                                 |
| --------------------- | ------------------------------------- |
| Besatzung             | 1                                     |
| Länge                 | 5,75 m                                |
| Spannweite            | 6,04 m                                |
| Startmasse            | 505 kg                                |
| Höhe                  | k. A.                                 |
| Antrieb               | ein Curtiss D-12A mit 462 PS (340 kW) |
| Höchstgeschwindigkeit | 380 km/h                              |